# 시노즈카 요시오
시노즈카 요시오(일본어: 篠塚良雄, 1923년 11월 ~ 2014년 4월 20일)는 일본 제국의 군인, 일본의 반전 운동가이다.

## 생애
요시오는 731부대에서 세균을 배양하는 작업과 중국인을 대상으로 생체실험을 하는데 관여하였다. 종전 후 중국에서 전범으로 체포되어 10년 이상 징역을 살았으며 그 후 1천여명의 전범들과 함께 일본으로 송환되었다.
생체실험을 당한 중국인의 가족 180명이 일본 정부에게 보상과 사과를 요구하며 고소한 사건이 있었다. 요시오는 이 재판에서 중국인 원고를 위해 증언했다. "나는 731부대 대원이었다. 나는 인간으로서는 결코 해서는 안되는 일을 하였다."고 말했다.